# Портрет Александра Ивановича Грессера
«Портрет Александра Ивановича Грессера» — картина Джорджа Доу и его мастерской из Военной галереи Зимнего дворца.
Картина представляет собой погрудный портрет генерал-майора Александра Ивановича Грессера из состава Военной галереи Зимнего дворца.
С начала Отечественной войны 1812 года полковник Грессер командовал сводным пехотным отрядом и защищал Могилёв от атак корпуса маршала Даву, затем состоял во 2-й Западной армии, за отличие в Смоленском сражении произведён в генерал-майоры, в Бородинском сражении находился при штабе М. И. Кутузова и руководил всеми инженерными работами на поле предстоящего боя. В Заграничных походах 1813—1814 годов участия не принимал и занимался восстановлением укреплений в западных губерниях Российской империи.
Изображён в генеральском мундире, введённом для инженерных генералов 7 мая 1817 года. Слева на груди звезда ордена Св. Анны 1-й степени; на шее крест ордена Св. Владимира 3-й степени; справа на груди крест ордена Св. Георгия 4-го класса и серебряная медаль «В память Отечественной войны 1812 года» на Андреевской ленте. Подпись на раме: А. И. Грессеръ, Генералъ Маiоръ.
7 августа 1820 года Комитетом Главного штаба по аттестации Грессер был включён в список «генералов, заслуживающих быть написанными в галерею» и 10 февраля 1822 года император Александр I приказал написать его портрет. Поскольку Грессер скончался в том же 1822 году, не успев позировать художнику, то были предприняты розыски его портрета-прототипа для снятия копии. Поиски эти увенчались успехом: 30 августа 1822 года Московский гражданский губернатор действительный статский советник Е. А. Дурасов писал в Инспекторский департамент Военного министерства: «Доставленный ко мне от госпожи генерал-лейтенантши Анны Михайловны Грессер портрет покойного супруга её имею честь препроводить при сём в особом ящике под литерою Б». Гонорар Доу был выплачен 25 апреля 1823 года и 21 июня 1827 года. Готовый портрет был принят в Эрмитаж 8 июля 1827 года. Поскольку предыдущая сдача готовых портретов в Эрмитаж состоялась 18 октября 1826 года, то галерейный портрет Грессера можно считать исполненным между этими датами. Современное местонахождение портрета-прототипа неизвестно.